# Christiane, Ducesă de Mecklenburg

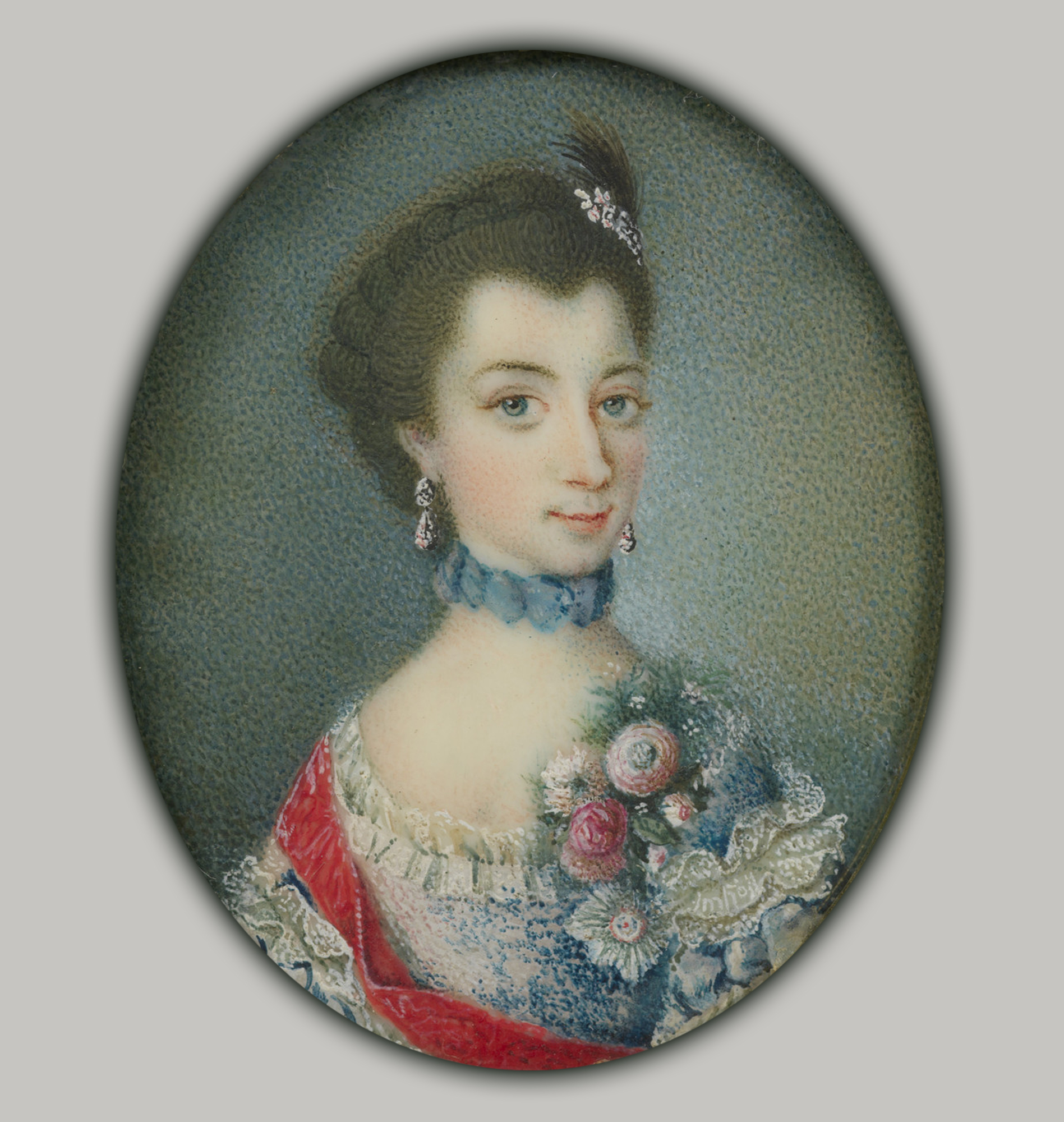

Christiane Sophie Albertine, Ducesă de Mecklenburg(-Strelitz) (6 decembrie 1735, Mirow - 31 august 1794, Neustrelitz) a fost membră a casei ducale de Mecklenburg-Strelitz.

## Biografie

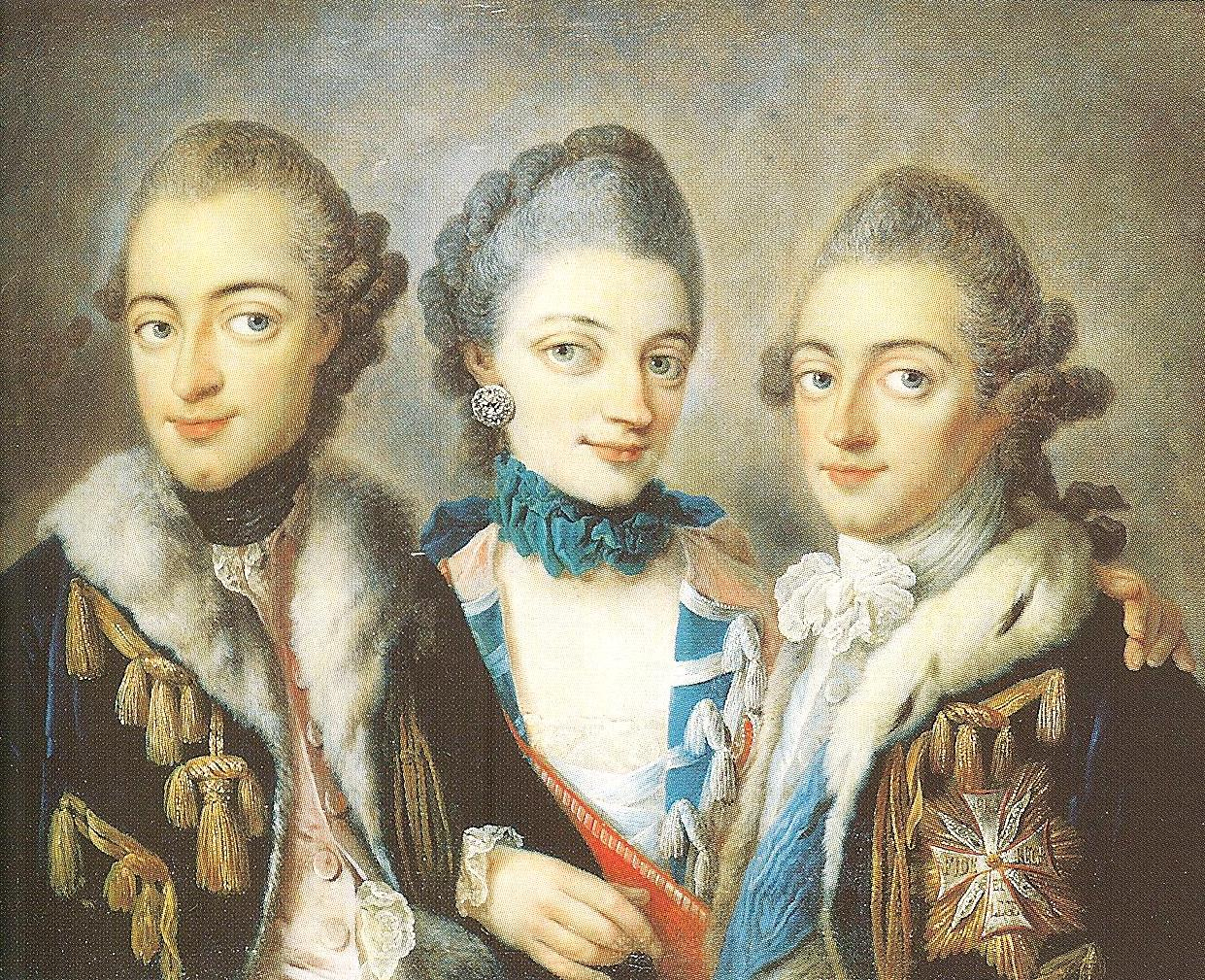
Christiane cu frații ei Ernest (stânga) și Adolphus (1766)

Christiane a fost copilul cel mare al Ducelui Carl I Ludwig Frederick de Mecklenburg-Strelitz și a Prințesei Elisabeth Albertine de Saxa-Hildburghausen. Sora ei Charlotte s-a căsătorit cu regele George al III-lea al Marii Britanii. Doi dintre frații ai ei au fost regeți de Mecklenburg-Strelitz - Adolphus și Carl.
Ea și surorile ei au primit o educație vastă care a inclus latina, greaca și franceza și profesori ca Friderike Elisabeth von Grabow și Gottlob Burchard Genzmer. În timpul Marelui Tur prin Europa în 1761, ea l-a întâlnit pe John Ker, al 3-lea Duce de Roxburghe, însă cum sora ei mai mică Charlotte era deja căsătorită cu George al III-lea, protocolul interzicea căsătoria lor - ambii au murit necăsătoriți.
Christiane a locuit la Neustrelitz cu fratele ei celiatar Adolphus. În 1767 l-a întâlnit pe scriitorul Thomas Nugent și mai tâziu a devenit membră a mănăstirii Herford (totuși locuia la Neustrelitz). A murit la scurtă vreme după Adolphus și a fost înmormântată în cripta regală de la Mirow.